# Head of Design
Head of Design ist eine Berufsbezeichnung.
Ein Head of Design leitet in Unternehmen die vom Designteam verantworteten Aufgabenbereiche. Dazu gehört unter anderem das Corporate Design. Bei Fernsehsendern ist der Head of Design außerdem für das Fernsehdesign oder TV-Design verantwortlich. Im Vergleich zu einem Art Director verantwortet er ebenfalls das Budget und Personal.